# بيبي شوب

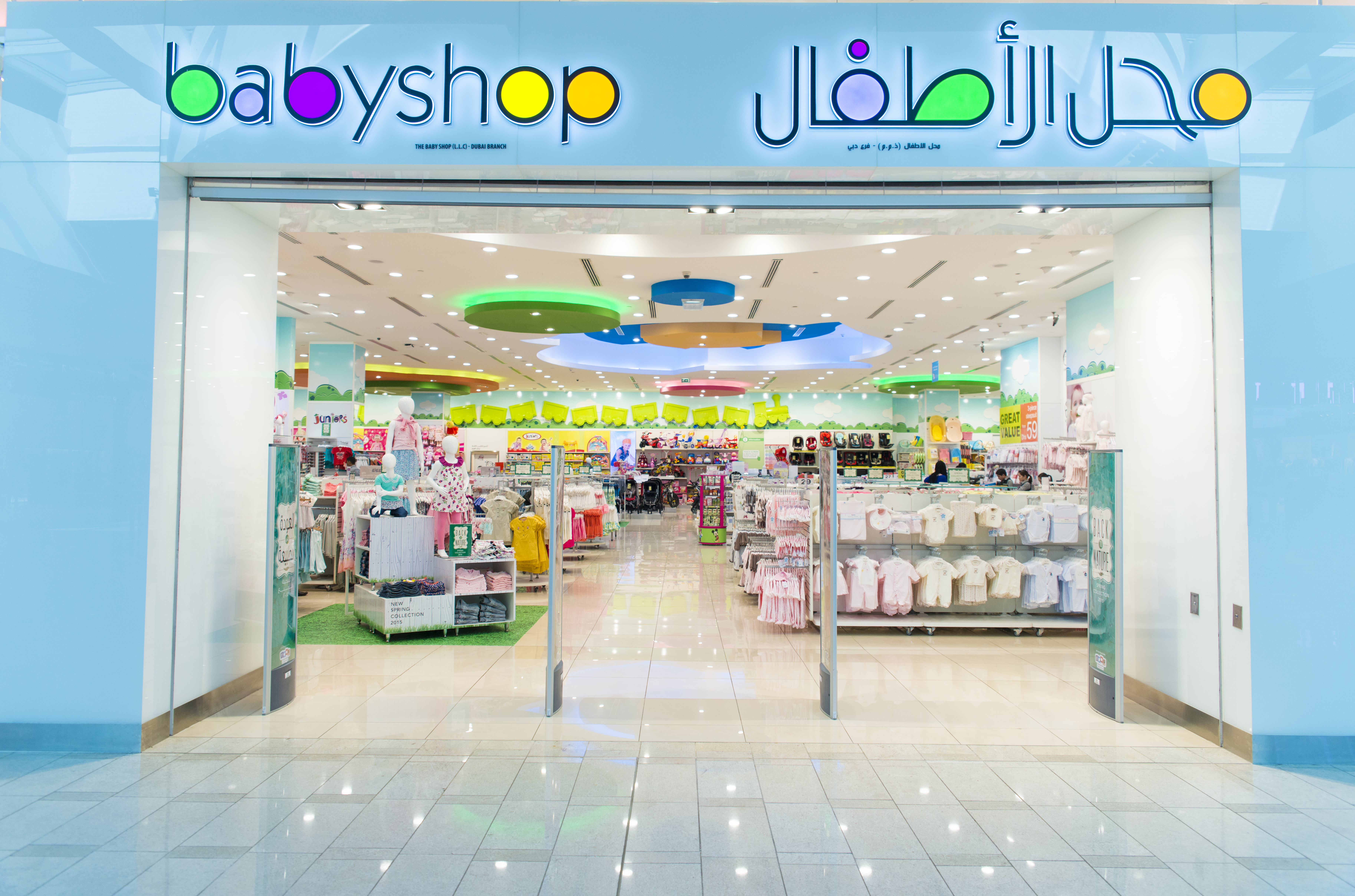
واجهة المحل

بيبي شوب ( بالإنجليزية :- Babyshop ) ، هو متجر بيع للتجزئة للأطفال وأول شركة تابعة مجموعة لاندمارك. تخدم الشركة 19 دولة مع أكثر من 235 متجراً ، و لديها أكثر من 4.8 مليون عميل . يركز المتجر على منتجات الأطفال من سن 0 إلى 16 عاماً، و يبيع العلامات التجارية الكبرى بما في ذلك باربي وديزني , و فيليبس افينت وفيشر برايس و شيكو وجونيرز و ليغو و جراسو وجوي و هايوك و فيراري. علاوة على متاجرها المادية ن تبيع شركة بيبي شوب أيضاً حوالي 20000 منتجاً عبر الإنترنت ، من خلال التجارة الإلكترونية و تطبيق الهاتف المحمول على IOS وAndroid ، و الذي تم إطلاقه في 24 نوفمبر 2016. و يلبي احتياجات المستخدمين من السعودية والبحرين والكويت والإمارات .
|                   | بيبي شوب |
| الصناعة           | التجزئة للأطفال |
| تأسست             | 1973 |
| مؤسس              | موكيش جاغتياني |
| المقر الرئيسي     | دبي |
| يخدم              | الإمارات العربية المتحدة ، و المملكة العربية السعودية البحرين ، و مصر ،و الهند وأندونيسيا و العراق والأردن و الكويت ولبنان وماليزيا ونيجيريا وسلطنة عمان و باكستان و قطر وسيريلانكا وتنزانيا وتايلاند واليمن |
| مجموعة الأم       | لاندمارك ، دبي |
| الموقع الإلكتروني | WWW.babyshopstores.com https://www.babyshopstores.com/ |
| ----------------- | --- |

## التاريخ
في عام 1973 ، أسس موكيش جاغتياني محل الأطفال في البحرين . في عام 1999 ، توسعت محل الأطفال إلى الإمارات العربية المتحدة مع أول متجر لها في الشارقة . في عام 2005 ، زادت الشركة من تركيزها على سلامة الأطفال وبدأت في نشر الوعي . بالتعاون مع هيئة الطرق و المواصلات ، بدأت محل الأطفال في إضافة مقاعد أطفال لسيارات الأجرة في دبي لحملة «سلامة الطفل أولاً» لعام 2011 . ركزت الحملة التي استمرت ثلاثة أشهر على زيادة الوعي بسلامة الأطفال خلال السفر اليومي . في عام 2012 ، دعمت محل الأطفال دراسة استقصائية أجرتها ايه سي نيلسن بشأن مخاوف الوالدين بشان سلامة الأطفال، مما أدى إلى حملات ترويجية لتثقيف الناس حول سلامة الأطفال .
اصدر محل بيبي شوب كتاباً بعنوان ( Mom's Little Secret ) أو ( سر الأم الصغير ) في عام 2015 لتقديم النصائح للأمهات الحوامل وإعطاء النصائح خلال فترة الطفولة . تضمن الكتاب 27 مساهماً وأكثر 40 مقالة.

## قائمة المراجع
1. ↑  Richard H. (2000-02). Sutter, John August (15 February 1803–18 June 1880), pioneer. American National Biography Online. Oxford University Press. مؤرشف من الأصل في 26 يناير 2021. {{استشهاد بكتاب}}: تحقق من التاريخ في: |تاريخ= (مساعدة)
2. ↑  "Prospects of job creation, by enterprise size, G7 countries". dx.doi.org. 28 سبتمبر 2016. مؤرشف من الأصل في 2021-01-26. اطلع عليه بتاريخ 2021-01-26.
3. ↑  Belgacem، A. Ouled؛ Nejatian، A.؛ Salah، M. Ben؛ Moustafa، A. (31 أغسطس 2017). "Water and Food Security in the Arabian Peninsula: Struggling for More Actions" (PDF). Journal of Experimental Biology and Agricultural Sciences. ج. 5 ع. Spl-1- SAFSAW: 50–62. DOI:10.18006/2017.5(spl-1-safsaw).s50.s62. ISSN:2320-8694. مؤرشف من الأصل في 2021-01-26.
4. 1 2  Marlborough : His Life and Times. The University of Chicago Press. ISBN:978-1-4725-8307-9. مؤرشف من الأصل في 2021-01-26.
5. ↑  "Capsule Pipeline Research Center. 3-year Progress report, September 1, 1993--August 31, 1994". 1 أبريل 1994. مؤرشف من الأصل في 2018-06-04. {{استشهاد بدورية محكمة}}: الاستشهاد بدورية محكمة يطلب |دورية محكمة= (مساعدة)
6. ↑  Grant، Andrew (23 سبتمبر 2015). "Matter & Energy: Hawking offers fix to physics paradox: 'Supertranslation' of light may store black hole's information". Science News. ج. 188 ع. 7: 10–11. DOI:10.1002/scin.2015.188007011. ISSN:0036-8423. مؤرشف من الأصل في 2021-01-26.
7. ↑  "INDEX TO VOLUME 74 (JANUARY-OCTOBER 2015)". The Russian Review. ج. 74 ع. 4: 747–756. 10 سبتمبر 2015. DOI:10.1111/russ.12057. ISSN:0036-0341. مؤرشف من الأصل في 2021-01-26.
8. ↑  Kim، Sunghee (30 ديسمبر 2013). "A Classification of Luxury Fashion Brands' E-commerce Sites". Fashion business. ج. 17 ع. 6: 125–140. DOI:10.12940/jfb.2013.17.6.125. ISSN:1229-3350. مؤرشف من الأصل في 2021-01-26.
9. ↑  City of Strangers. Ithaca, NY: Cornell University Press. 31 ديسمبر 2017. ص. 159–164. ISBN:978-0-8014-6220-7. مؤرشف من الأصل في 2022-02-13.
10. ↑  "News in brief, February–April 2015". Contemporary Arab Affairs. ج. 8 ع. 4: 602–610. 1 أكتوبر 2015. DOI:10.1080/17550912.2015.1090138. ISSN:1755-0920. مؤرشف من الأصل في 2021-01-26.
11. ↑  Alessandrelli، Jeff (2015). "Poem against Selfies, and: March 2nd, and: August 15th 2014 (Love in December)". Prairie Schooner. ج. 89 ع. 2: 121–126. DOI:10.1353/psg.2015.0050. ISSN:1542-426X. مؤرشف من الأصل في 2021-01-26.
12. ↑  "Variable effects of temperature on insect herbivory". dx.doi.org (بالإنجليزية). Archived from the original on 2023-06-24. Retrieved 2021-01-26.